# Salamanca (Lima)
Salamanca de Monterrico, más conocido simplemente como Salamanca, es una localidad y urbanización perteneciente al distrito de Ate Vitarte, ubicada en la provincia de Lima, capital del Perú. Está habitada por familias de nivel socioeconómico medio alto y medio. Limita al norte, con la urbanización El Bosque, y los distritos de El Agustino y Santa Anita; al este, con las urbanizaciones de 27 de Abril y Vulcano, y el distrito de La Molina; al sur; con los distritos de Santiago de Surco y San Borja; y al oeste, con el distrito de San Luis.

## Historia
Salamanca de Monterrico se fundó el 1 de marzo del 1962. Su nombre está inspirado en una ciudad española, también llamada Salamanca. En aquel entonces, era una típica urbanización residencial de clase media, con casitas gemelas de un solo piso.

## Separación del distrito de Ate
En Salamanca de Monterrico, se vive un sentimiento separatista. Según los vecinos, esta zona está olvidada por la Municipalidad de Ate, debido al incremento de delincuencia en la zona. Algunos vecinos piden la creación del distrito de Salamanca de Monterrico, y otros la anexión de la localidad a distritos como Santiago de Surco, San Borja o San Luis.

## Lugares de Interés
Salamanca cuenta con diversos lugares, entre ellos:
- Parque de los Anillos[5]
- Parque Separadora Industrial
- Arco de Salamanca
- Parque F.A.P.
- Agencia Municipal de Salamanca[6]

## Vías principales
- Vía de Evitamiento
- Av. Javier Prado Este
- Av. Circunvalación
- Av. Separadora Industrial
- Av. Nicolás Ayllón
- Av. Las Torres
- Av. Santa Rosa
- Av. Benjamín Franklin
- Av. Michael Faraday
- Av. Hermes
- Av. Los Quechuas
- Av. Paracas
- Av. Marginal

## Urbanizaciones
Salamanca de Monterrico cuenta con más de 18 urbanizaciones, entre ellas se encuentran: 
1. Salamanca de Monterrico
2. Los Recaudadores
3. Jardines de Salamanca
4. Linda Vista
5. Javier Prado VI Etapa
6. A.H. Marginal El Carmen de Monterrico
7. El Rosal de Salamanca
8. Parques de Monterrico (Olimpo III Etapa)
9. Olimpo (I, II y IV Etapa)
10. Miguel Grau
11. Los Álamos
12. Grumete Medina
13. Sicuani
14. Los Sauces
15. Los Ayllus
16. Urb. Industrial Santa Angélica
17. Urb. Industrial La Aurora
18. Urb. Industrial Santa Rosa

## Autoridades
Salamanca de Monterrico, al ser parte del distrito de Ate, es gestionada por esta municipalidad.
- Alcalde (2023-2026):
  - Franco Vidal Morales, de Avanza País, alcalde de Ate.

### Comisarías de Salamanca
- Comisaría PNP Salamanca